# Michelbach
Pour les articles homonymes, voir Michelbach (homonymie).
Michelbach (en alémanique Mìchelbàch) est une ancienne commune française située dans le département du Haut-Rhin, en région Grand Est.
Cette commune se trouve dans la région historique et culturelle d'Alsace et est devenue, le 1er janvier 2016, une commune déléguée de la commune nouvelle d'Aspach-Michelbach.

## Histoire
Au début de la Première Guerre mondiale, il y eut des combats sur la commune de Michelbach. Voir dans « SGA Mémoire des Hommes » les décès : d'Alfred Émile MONNIN caporal au 172e régiment d'infanterie le 11/09/1914, DEVILLE François soldat de 2e classe le 11/09/1914, de NOCHER Emile, Pierre Charles soldat de 2e classe le 11/09/1914.Tous du 172e Régiment d'Infanterie appartenant à la Brigade de Belfort. Cette Brigade appartenant à cette date à l'Armée dite d'Alsace, commandée par le général PAU. Armée dissoute le 26 août 1914.
La commune a été décorée le 2 novembre 1921 de la croix de guerre 1914-1918.

### Héraldique
| Blason de Michelbach | Les armes de Michelbach se blasonnent ainsi : « De gueules à la rivière d'argent courante abaissée en fasce sur une crosse d'or en pal, à la tenaille ouverte de sable brochante sur le tout. » |

## Politique et administration

### Liste des maires

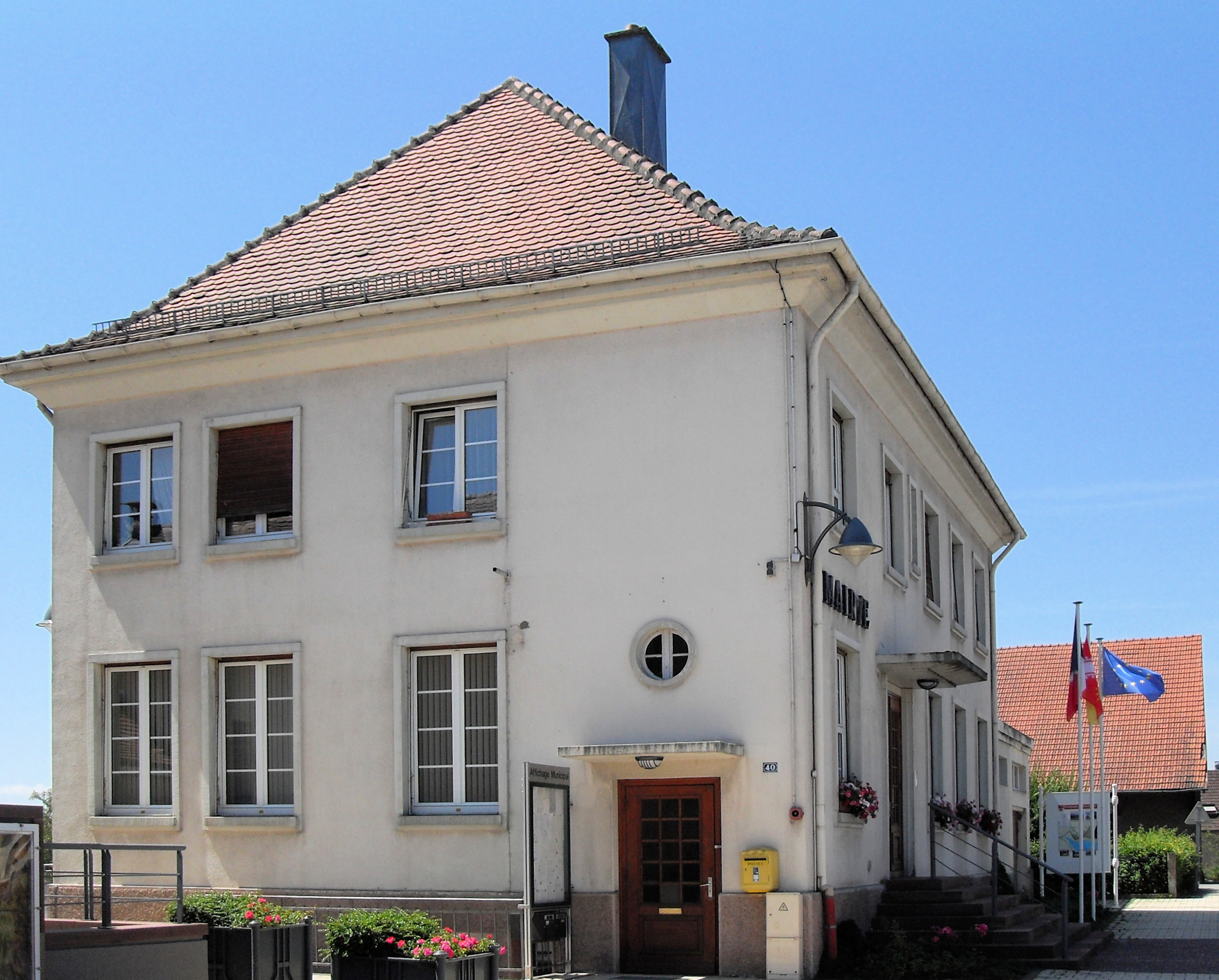
La mairie.

| Période                                  | Période  | Identité           | Étiquette | Qualité |
| ---------------------------------------- | -------- | ------------------ | --------- | ------- |
| mars 2008                                | 2014     | Gilbert Steiner    |           |         |
| mars 2014                                | En cours | François Tschakert |           |         |
| Les données manquantes sont à compléter. |          |                    |           |         |

### Budget et fiscalité 2015
En 2015, le budget de la commune était constitué ainsi :
- total des produits de fonctionnement : 232 000 €, soit 644 € par habitant ;
- total des charges de fonctionnement : 183 000 €, soit 508 € par habitant ;
- total des ressources d’investissement : 94 000 €, soit 262 € par habitant ;
- total des emplois d’investissement : 102 000 €, soit 283 € par habitant.
- endettement : 654 000 €, soit 1 816 € par habitant.

Avec les taux de fiscalité suivants :
- taxe d’habitation : 8,84 % ;
- taxe foncière sur les propriétés bâties : 9,55 % ;
- taxe foncière sur les propriétés non bâties : 75,29 % ;
- taxe additionnelle à la taxe foncière sur les propriétés non bâties : 0,00 % ;
- cotisation foncière des entreprises : 0,00 %.

## Démographie
L'évolution du nombre d'habitants est connue à travers les recensements de la population effectués dans la commune depuis 1793. À partir du 1er janvier 2009, les populations légales des communes sont publiées annuellement dans le cadre d'un recensement qui repose désormais sur une collecte d'information annuelle, concernant successivement tous les territoires communaux au cours d'une période de cinq ans. 
Pour les communes de moins de 10 000 habitants, une enquête de recensement portant sur toute la population est réalisée tous les cinq ans, les populations légales des années intermédiaires étant quant à elles estimées par interpolation ou extrapolation. Pour la commune, le premier recensement exhaustif entrant dans le cadre du nouveau dispositif a été réalisé en 2004,.
En 2013, la commune comptait 340 habitants, en évolution de +0,89 % par rapport à 2008 (Haut-Rhin : +1,54 %, France hors Mayotte : +2,49 %).
| 1793 | 1800 | 1806 | 1821 | 1831 | 1836 | 1841 | 1846 | 1851 |
| ---- | ---- | ---- | ---- | ---- | ---- | ---- | ---- | ---- |
| 167  | 179  | 205  | 230  | 256  | 187  | 214  | 231  | 226  |

| 1856 | 1861 | 1866 | 1871 | 1875 | 1880 | 1885 | 1890 | 1895 |
| ---- | ---- | ---- | ---- | ---- | ---- | ---- | ---- | ---- |
| 187  | 190  | 197  | 208  | 208  | 202  | 196  | 199  | 185  |

| 1900 | 1905 | 1910 | 1921 | 1926 | 1931 | 1936 | 1946 | 1954 |
| ---- | ---- | ---- | ---- | ---- | ---- | ---- | ---- | ---- |
| 193  | 179  | 162  | 150  | 155  | 135  | 135  | 125  | 131  |

| 1962 | 1968 | 1975 | 1982 | 1990 | 1999 | 2004 | 2009 | 2013 |
| ---- | ---- | ---- | ---- | ---- | ---- | ---- | ---- | ---- |
| 146  | 146  | 181  | 247  | 232  | 233  | 274  | 354  | 340  |

## Lieux et monuments

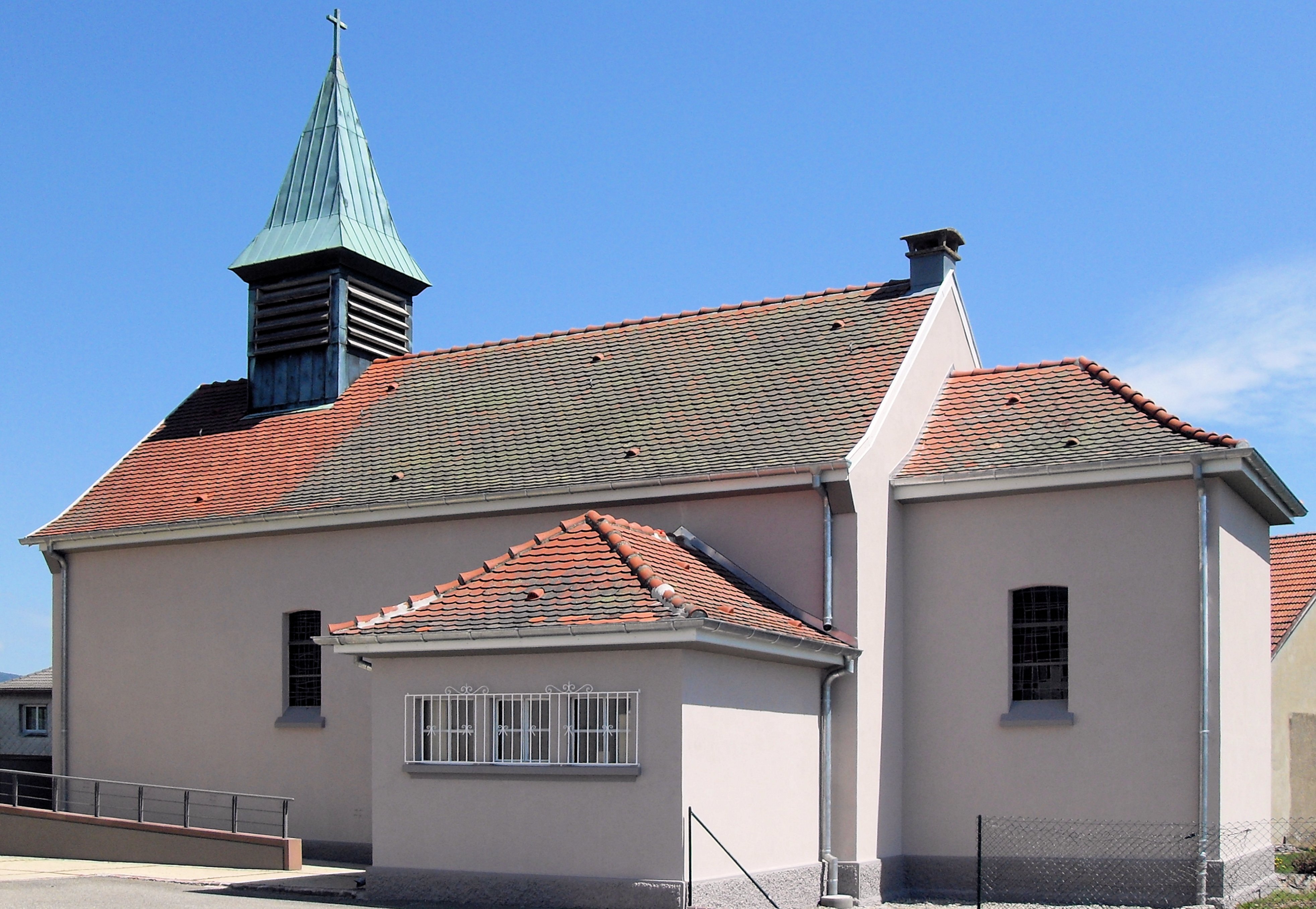
L'église Sainte-Agathe.
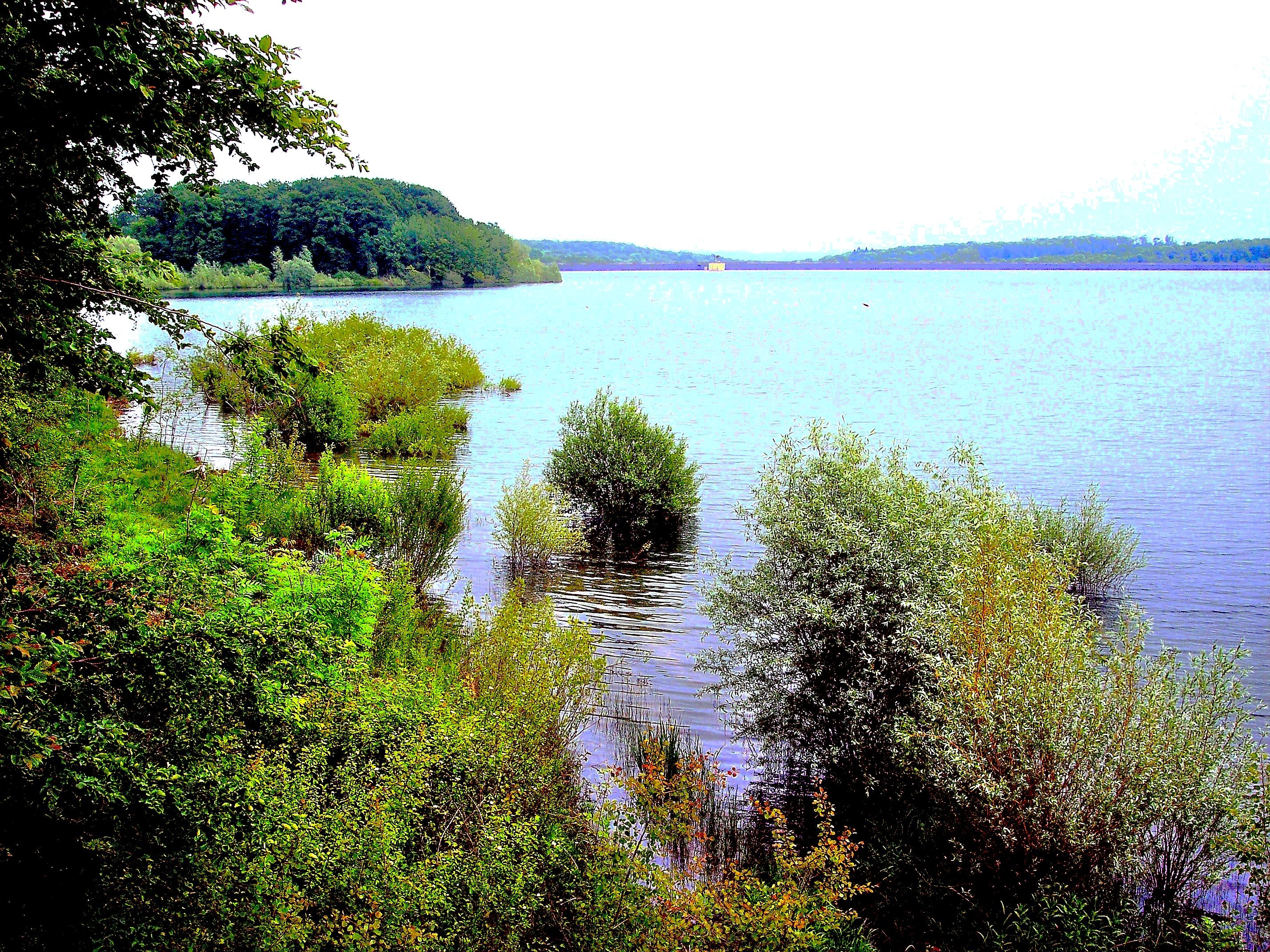
Lac de Michelbach.
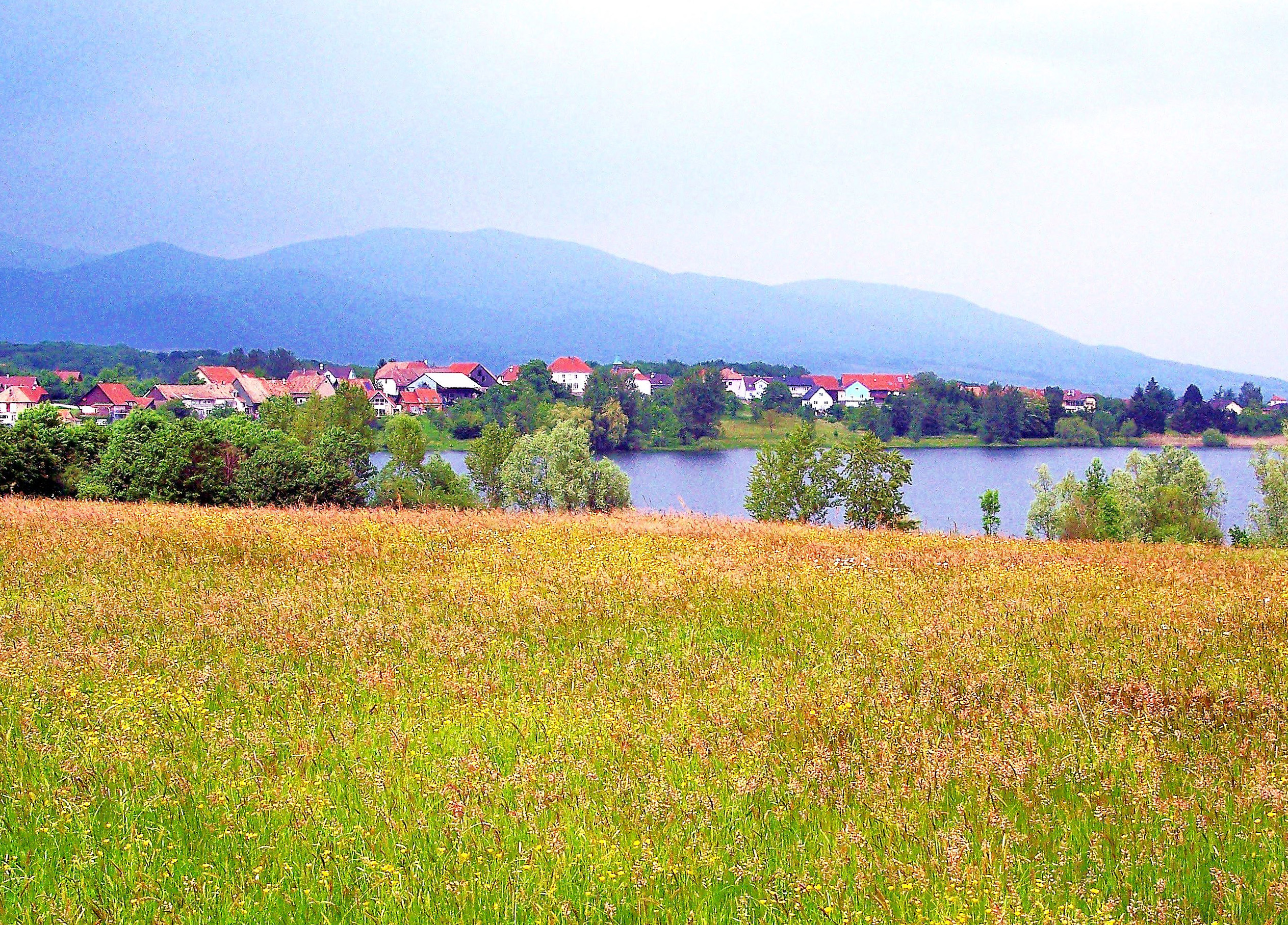
Village de Michelbach, vu de la rive du lac.
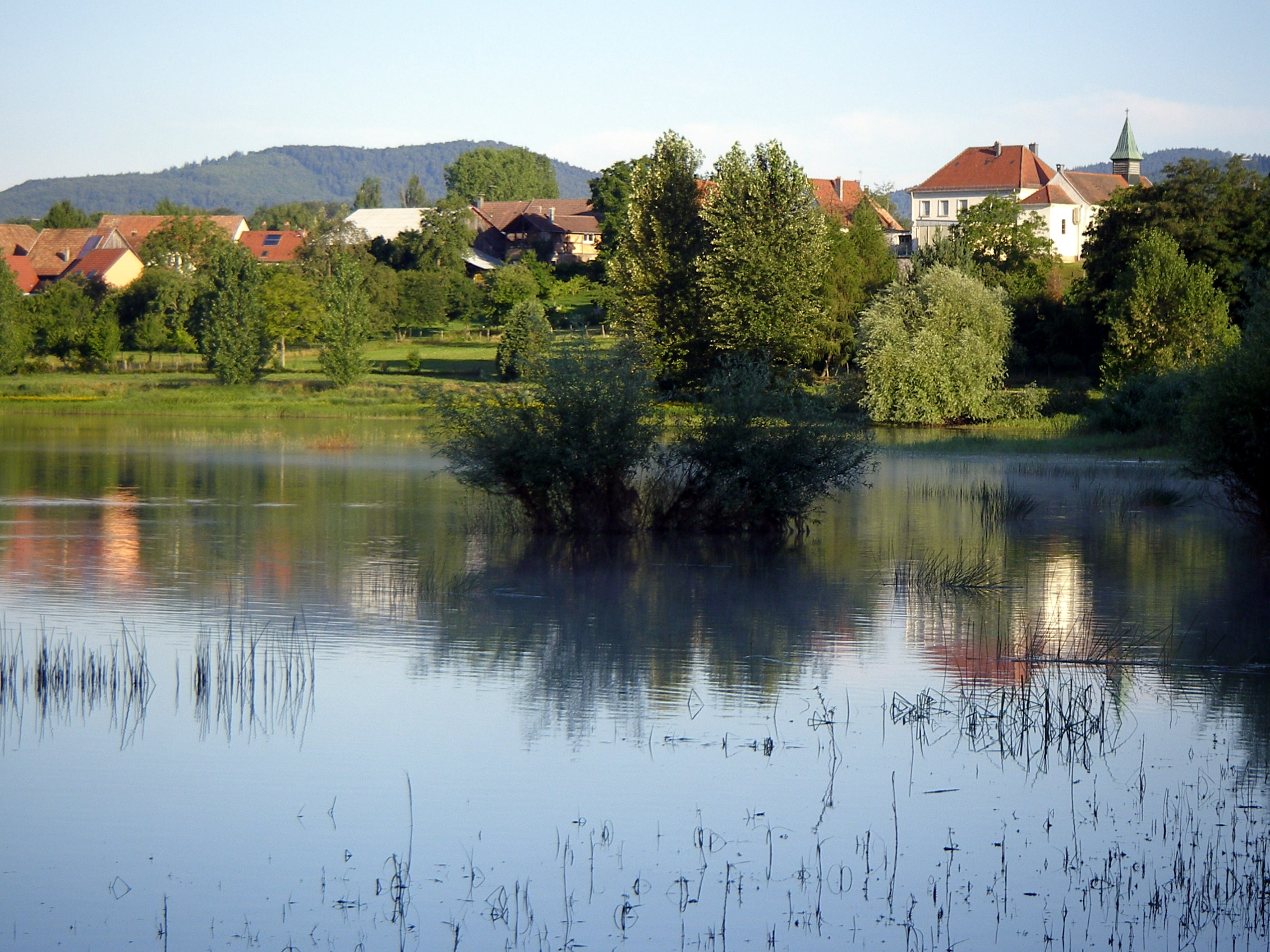
Michelbach depuis les bords de la retenue d'eau.

- Barrage et retenue d'eau de Michelbach[8].
- Église Sainte-Agathe[9],[10],[11].
- Château fort[12].
- Monument aux morts[13],[14].

## Personnalités liées à la commune